# Human Supremacy
Pour les articles homonymes, voir Supremacy (homonymie).
Albums de Takana Zion
Good life
(2016)
Human Supremacy est le sixième album de Takana Zion. Il est sorti le 4 juin 2021, enregistré sur l’île natale de Bob Marley et a été enregistré au studio Mixing Lab,.

## Genèse et influence
200 exemplaires de l'album ont été achetés au enchère à 5 millions l'unité, une première en Guinée et l'objectif prochaine est de vendre 20 000 exemplaire dans le monde tous en espérant avoir un Disque d'or. 
Plusieurs fans, stars et dignitaires guinéenne l'affiche sur les réseaux sociaux après l'avoir acheter notamment Antonio Souaré Zeinab Camara, Oudy 1er, Baidy Aribot, MHD, Naby Keïta, Paul Pogba, etc.

## Collaboration
Avec un seul Featuring avec le jamaicain Sizzla sur le tube Energy

## Liste des titres
| Human Supremacy | Human Supremacy       | Human Supremacy     | Human Supremacy | Human Supremacy | Human Supremacy | Human Supremacy | Human Supremacy | Human Supremacy | Human Supremacy |
| No              | Titre                 | Auteur              | Compositeur(s)  | Durée           |                 |                 |                 |                 |                 |
| --------------- | --------------------- | ------------------- | --------------- | --------------- | --------------- | --------------- | --------------- | --------------- | --------------- |
| 1.              | Babylon Wicked        | Takana Zion         |                 | 4:27            |                 |                 |                 |                 |                 |
| 2.              | Energy (feat. Sizzla) | Takana Zion, Sizzla |                 | 4:40            |                 |                 |                 |                 |                 |
| 3.              | Humble Lion           | Takana Zion         |                 | 4:38            |                 |                 |                 |                 |                 |
| 4.              | Vie de rêve           | Takana Zion         |                 | 4:48            |                 |                 |                 |                 |                 |
| 5.              | Black Mary            | Takana Zion         |                 | 5:41            |                 |                 |                 |                 |                 |
| 6.              | Dans l'Atlantique     | Takana Zion         |                 | 3:53            |                 |                 |                 |                 |                 |
| 7.              | Can't Wait            | Takana Zion         |                 | 4:24            |                 |                 |                 |                 |                 |
| 8.              | Dirigeants aveugles   | Takana Zion         |                 | 4:19            |                 |                 |                 |                 |                 |
| 9.              | Human Supremacy       | Takana Zion         |                 | 4:05            |                 |                 |                 |                 |                 |
| 10.             | Jah Rastafari         | Takana Zion         |                 | 4:56            |                 |                 |                 |                 |                 |
| 11.             | Spiritual War         | Takana Zion         |                 | 3:42            |                 |                 |                 |                 |                 |
| 46:93           |                       |                     |                 |                 |                 |                 |                 |                 |                 |